# Кувајт на Светском првенству у атлетици на отвореном 2022.
Кувајт је учествовао на 18. Светском првенству у атлетици на отвореном 2022. одржаном у Јуџину  од 15. до 25. јула осамнаести пут, односно учествовао је на свим првенствима до данас. Репрезентацију Кувајта представљала је 1 такмичарка која се такмичила у трци на 100 метара.,.

## Учесници
Жене :
- Мудхави Алшамари — 100 м

## Резултати

### Жене
| Атлетичарка      | Дисциплина | Лични рекорд | Квалификације | Квалификације | Полуфинале            | Полуфинале            | Финале                | Финале  | Детаљи |
| Атлетичарка      | Дисциплина | Лични рекорд | Резултат      | Место         | Резултат              | Место                 | Резултат              | Место   | Детаљи |
| ---------------- | ---------- | ------------ | ------------- | ------------- | --------------------- | --------------------- | --------------------- | ------- | ------ |
| Мудхави Алшамари | 100 м      | 11,52 НР     | 11,91         | 7. у гр. 1    | Није се квалификовала | Није се квалификовала | Није се квалификовала | 43 / 49 |        |